# Kaori Kishitani
Kaori Kishitani (岸谷香, Kishitani Kaori, née le 17 février 1967 à Hiroshima, au japon) est une chanteuse et compositrice japonaise. Elle fut la chanteuse du populaire groupe Princess Princess de 1983 à 1996, sous le nom Kaori Okui (奥居香, Okui Kaori). Elle débute parallèlement une carrière en solo en 1994. Elle écrit aussi pour d'autres artistes, comme Yuki Uchida dont elle compose les singles Aishiteru et Da.i.su.ki. en 1997.

## Discographie en solo

### Singles
- 1994.08.01 : Kiseki no Toki (奇跡の時?)
- 1994.10.21 : Vanishing (VANISHING?)
- 1997.04.16 : Happy Man (ハッピーマン?)
- 1997.12.01 : Sparkle (SPARKLE?)
- 1998.05.30 : Himawari (ひまわり?)
- 2006.03.08 : Hello. Hello.
- 2006.04.19 : Ice Age ~Hyougaki no Kodomotachi~ (ICE AGE ～氷河期の子供たち～?)
- 2006.12.13 : Singing

### Albums
- 1994.11.21 : Renaissance
- 1997.07.21 : shout
- 1998.07.01 : Kyō (香?)
- 2006.05.31 : Ring to the Heavens (RING TO THE HEAVENS)

### DVD
- 1998.3.21 : KOTV Live Special '97

## Liens
- (ja) Blog officiel

- (ja) Site officiel
- Ressources relatives à la musique :   - Discogs
  - MusicBrainz
- Notices d'autorité :   - VIAF
  - ISNI